# Constance de Hohenstaufen (1230-1307)
Pour les articles homonymes, voir Constance de Sicile.
Constance de Hohenstaufen (Costanza), également connue sous les noms de Constance II de Sicile ou de Anne de Sicile, née en 1230/1231, morte en avril 1307, fut impératrice de Byzance en tant qu'épouse de l'empereur byzantin Jean III Doukas Vatatzès.

## Biographie
Constance de Hohenstaufen était la fille aînée de l'empereur Frédéric II du Saint-Empire et de sa maîtresse Bianca Lancia la jeune, que Frédéric épousa en 1233/1234, juste avant qu'elle ne mourût (confirmatio matrimonii in articulo mortis), ce qui légitima leurs enfants a posteriori (legitimatio per matrimonium subsequens).
À 14 ans, en 1244, elle épousa Jean III Doukas Vatatzès, qui en avait 52. Empereur de Byzance en exil à Nicée, il était veuf depuis 1241. Selon une ancienne coutume, elle changea son nom à cette occasion en « Anna ». Ce mariage est enregistré par la chronique de Georges Acropolite et celle de Georges Pachymères. Dans The Lascarids of Nicaea: the Story of an Empire in Exile (1912 - 1913), Alice Gardner voit dans cette alliance le résultat de leur anticléricalisme commun, dû en particulier à leurs mauvaises relations avec le pape. Cette union entre Constance et un schismatique suscita bien sûr le mécontentement d'Innocent IV et ce fut l'une des raisons pour lesquelles le souverain pontife déposa l'empereur Frédéric l'année suivante (1245).
Le mariage de Constance ne fut pas heureux, car bientôt elle se vit remplacer par une jeune femme qu'elle avait emmenée à sa suite, la marquise della Fricca qui devint la maîtresse de Jean III et la « rivale en amour » de Constance. Frédéric ne réagit pas à cet affront, car il avait besoin du soutien militaire et financier des Byzantins, et quand le pape se fut réconcilié avec Jean, Constance se retrouva isolée. Avec le temps, la marquise en vint à exercer une influence considérable à la cour. Elle la perdit toutefois quand ses partisans tentèrent d'assassiner Nicéphore Blemmydès qui avait mal parlé d'elle. Blemmydès survécut et la marquise se vit chassée de la cour. Blemmydès en a fait plus tard le récit dans son autobiographie.
Constance resta donc impératrice jusqu'à la mort de son mari le 3 novembre 1254 ; le fils de ce dernier, Théodore II Lascaris, issu de son premier mariage, monta sur le trône.
Théodore II mourut à son tour (1258) et son fils Jean IV Lascaris fut détrôné en 1261 par Michel VIII Paléologue, d'abord régent, puis coempereur et qui finit par régner seul ; selon Pachymères le nouveau souverain tomba amoureux de Constance, qui avait alors environ 30 ans, et, pour l'épouser, demanda le divorce d'avec sa femme. Le Conseil d'État et le patriarche de Constantinople s'y refusèrent. On ne sait pas si Constance fut à cette époque la maîtresse de l'empereur Michel, ou si elle repoussa toujours ses avances.
Le séjour de Constance à la cour byzantine se termina lorsqu'elle fut échangée contre le général Alexis Strategopoulos, qui se trouvait au pouvoir de son frère Manfred, depuis 1258 roi de Sicile.
Mais après son retour en Italie du Sud elle se retrouva une nouvelle fois en mauvaise situation quand, en 1266, Manfred périt à la bataille de Bénévent contre Charles d'Anjou. La plus grande partie de sa famille tomba aux mains de Charles. Constance put cependant s'échapper et se réfugia auprès de sa nièce, qui s'appelait Constance elle aussi, et était la fille de Manfred et l'épouse de Pierre III d'Aragon, futur roi de Sicile.
Elle se retira à Valence, dans le couvent de Sainte-Barbe, où elle mourut à un âge avancé en 1307.

## Sources
- (de) Cet article est partiellement ou en totalité issu de l’article de Wikipédia en allemand intitulé « Konstanze von Staufen » (voir la liste des auteurs).